# Ruki-Regel
Die Ruki-Regel ist ein zuerst von Holger Pedersen (1895) erkanntes Lautgesetz in der Indogermanistik, nach dem in einigen Untergruppen der indogermanischen Sprachen ein ursprüngliches (indogermanisches) s hinter den Lauten r, u, k oder i (daher das Merkwort ruki) in der Artikulation nach hinten verlagert wurde. Im Ergebnis entsteht typischerweise im Slawischen x, im Baltischen š, im Albanischen sh und im Sanskrit ष /ṣ/ [⁠ʂ⁠]. Im Slawischen gehen die meisten Vorkommen von x (ein im Indogermanischen nicht vorhandener Laut) mittels dieser Regel auf *s zurück.
Beispiele finden sich vor allem durch den Sprachvergleich, z. B.
- ein Fall nach u-: idg. *i(e)uH-s- ‚Brühe, Suppe‘ >
  - mit verschobenem s: sanskritisch yū́ṣ ‚(Fleisch-)Brühe, Suppe‘, persisch jūšānda ‚Fleischbrühe‘, russisch uxá (уха) ‚Fischsuppe‘, litauisch (mundartlich) jū́šė ‚Fischsuppe, schlechte Suppe‘;
  - mit erhaltenem s: altnordisch ostr ‚Käse‘, lateinisch iūs ‚Brühe, Suppe‘.

Nur selten wirkt die Regel auch noch in Alternationen innerhalb einer Einzelsprache nach. So bildet im Litauischen das Verb gimti ‚geboren werden‘ das Präsens gim-sta ‚er wird geboren‘ (-sta ist Präsensendung), das Verb mirti ‚sterben‘ hingegen das Präsens mir-šta ‚er stirbt‘ (mit -šta aus -sta nach r).

## Bibliographie
- Holger Pedersen: Das indogermanische s im Slavischen, in: Indogermanische Forschungen 5, 1895, S. 33–87.